# Sherrills Ford
Sherrills Ford és una concentració de població designada pel cens dels Estats Units a l'estat de Carolina del Nord. Segons el cens del 2000 tenia 941 habitants.

## Demografia
Segons el cens del 2000, Sherrills Ford tenia 941 habitants, 367 habitatges i 273 famílies. La densitat de població era de 46,7 habitants per km².
Dels 367 habitatges en un 35,7% hi vivien nens de menys de 18 anys, en un 62,7% hi vivien parelles casades, en un 8,7% dones solteres, i en un 25,6% no eren unitats familiars. En el 21,5% dels habitatges hi vivien persones soles el 8,4% de les quals corresponia a persones de 65 anys o més que vivien soles. El nombre mitjà de persones vivint en cada habitatge era de 2,56 i el nombre mitjà de persones que vivien en cada família era de 3.
Per edats la població es repartia de la següent manera: un 25,7% tenia menys de 18 anys, un 6,6% entre 18 i 24, un 32,7% entre 25 i 44, un 22,4% de 45 a 60 i un 12,5% 65 anys o més.
L'edat mediana era de 36 anys. Per cada 100 dones de 18 o més anys hi havia 98 homes.
La renda mediana per habitatge era de 41.406 $ i la renda mediana per família de 49.271 $. Els homes tenien una renda mediana de 29.922 $ mentre que les dones 30.400 $. La renda per capita de la població era de 18.001 $. Entorn del 3,7% de les famílies i el 6,5% de la població estaven per davall del llindar de pobresa.

## Poblacions més properes
El següent diagrama mostra les poblacions més properes.